# Nagy Tibor (műszaki író)
Nagy Tibor (Szárazajta, 1933. február 3. –) erdélyi magyar mérnök, műszaki író, egyetemi tanár.

## Életpályája
Székelyföldön, Szárazajtán született 1933. február 3-án. Középiskoláit 1952-ben végezte a Székely Mikó Kollégiumban, illetve annak utódiskolájában, majd 1961-ben a brassói egyetem mechanika karán szerzett diplomát. 1961–1968 között tanársegéd a gépjármű- és motor tanszéken, 1968-tól 1972-ig adjunktus, előadó, 1980-tól egyetemi tanár, majd 1981–1992 között tanszékvezető.
Első szaktanulmányát 1964-ben a brassói Buletinul Ştiinţific al Institutului Politehnic közölte. 1970-ben doktori disszertációjában a rendezett levegőmozgásnak a keverékképzésre és égésfolyamatokra gyakorolt hatását vizsgálta a közvetlen befecskendezésű dízelmotorok égőterében.
Önállóan és társszerzőként írott dolgozatai a Construcţia de Maşini, Studii şi Cercetări de Mecanică Agricolă, Buletinul Ştiinţific al Universităţii din Braşov hasábjain jelentek meg. Magyar nyelvű értekezéseit a gépjárművek gazdaságos működéséről a TETT (1979/2), a működési biztonság vizsgálatáról s a tudományos munkásság mércéjéről a Brassói Lapok (1980/51; 1981/4) közölte.
1993-ban szakelőadásai hangzottak el országos szintű értekezleteken és konferenciákon: az automobilok, traktorok és mezőgazdasági gépek brassói konferenciáján s 1994-ben egy Pitești-i értekezleten, 1995-ben jelentek meg a Revista Inginerilor de Automobil hasábjain.

## Munkái
- Materiale speciale pentru automobile şi tractoare (társszerzők Dan Abăiţăncu és Gheorghe Bobescu, 1966)
- Exploatarea şi tehnica transportului auto (társszerző Cornel Sălăjan, 1982)
- Motoare pentru automobile (társszerző Gheorghe Radu, tankönyv, Brassó 1986).